# Андреас Мьолер
Андреас Мьолер (роден на 2 септември 1967 година във Франкфурт) е бивш германски футболист. Един от най-добрите плеймейкъри на немския футбол за всички времена. С Германския национален отбор, Мьолер печели Св. П 1990 и Евро 96.

## Успехи
Борусия Дортмунд
Бундеслига
- Шампион (2) – 1995, 1996
- Купа на Немската Лига – 1989
- Суперкупа на Германия – 1995, 1996
- Шампионска лига – 1997
- Междуконтинентална купа – 1997

 Ювентус
- Купа на УЕФА – 1993

 Шалке 04
- Купа на Немската Лига (2) – 2001, 2002

 Германия
- Световен шампион - 1990
- Европейски шампион - 1996